# Christian Schenk (Leichtathlet)
Christian Schenk (* 9. Februar 1965 in Rostock) ist ein ehemaliger deutscher Leichtathlet, der – für die DDR startend – 1988 bei den Olympischen Spielen die Goldmedaille im Zehnkampf gewann. Er gibt in seiner Autobiografie zu, wissentlich mit Oral-Turinabol in seiner ostdeutschen Karriere gedopt zu haben.

## Sportliche Laufbahn
Christian Schenk ist der Sohn des früheren DDR-Meisters im Hürdenlauf, Eberhard Schenk (1929–2010), und wurde schon im Vorschulalter zum Sporttreiben angehalten. Nachdem er als Turner zu groß wurde, wechselte er 1975 zur Leichtathletik und begann 1982 mit dem Zehnkampf.
Er gewann bei den Junioreneuropameisterschaften 1983 in Schwechat die Silbermedaille. Im Jahr darauf erreichte Christian Schenk, als er bei den DDR-Meisterschaften Vierter wurde, erstmals über 8000 Punkte (8043 Punkte). 1985 belegte er mit der DDR-Mannschaft beim Zehnkampf-Europacup den zweiten Platz. 1987 wurde er bei den Weltmeisterschaften in Rom Fünfter (8304 Punkte) und gewann mit der DDR-Mannschaft beim Zehnkampf-Europacup.
Seinen größten Erfolg erzielte Christian Schenk 1988 mit seinem Sieg bei den Olympischen Spielen in Seoul. Er übertraf in diesem Wettkampf in sieben Disziplinen seine persönliche Bestleistung. Seine Hochsprungleistung von 2,27 m war bis 2017 die größte in einem Zehnkampf übersprungene Höhe. Er erzielte sie als einziger Straddle-Springer im Wettkampf und war damit zugleich der letzte international erfolgreiche Anwender dieser Sprungtechnik. Für seinen Olympiasieg wurde er 1988 mit dem Vaterländischen Verdienstorden in Gold ausgezeichnet.
In Split gewann Christian Schenk bei den Europameisterschaften 1990 mit 8433 Punkten die Bronzemedaille und auch bei den Weltmeisterschaften 1991 in Tokio wurde er Dritter (8394 Punkte). An den Olympischen Spielen 1992 in Barcelona konnte er wegen einer Verletzung im entscheidenden Qualifikationswettkampf nicht teilnehmen. Im Jahr darauf stellte er bei den Weltmeisterschaften in Stuttgart mit 8500 Punkten seine persönliche Bestleistung auf und wurde Vierter. 1994 beendete er seine Sportkarriere, in der er 1985, 1987 und 1990 DDR-Vizemeister und 1991 und 1993 deutscher Meister geworden war.
Christian Schenk startete in der DDR-Zeit für den SC Empor Rostock und trainierte bei Klaus-Gerhard Schlottke. Nach dem Ende der DDR wechselte er zum USC Mainz. Er trainierte unter Axel Schaper und Holger Schmidt und war Mitbegründer des Zehnkampfteams. In den nach der Wende öffentlich gewordenen Unterlagen zum Staatsdoping in der DDR fand sich bei den gedopten Sportlern auch der Name von Christian Schenk. Nach dem Ende der DDR trat er durch zahlreiche freiwillige Dopingkontrollen hervor.
Im September 2018 erschien die Autobiografie „Riss – Mein Leben zwischen Hymne und Hölle“. des damals 53-Jährigen, in welcher er schrieb:

„Anfangs bestritt ich, jemals verbotene Mittel eingenommen zu haben. Dann legte ich mir die juristisch etwas weichere Antwort zurecht, ich hätte nie wissentlich gedopt. Beides war gelogen. Ich habe gedopt, und ich wusste, dass ich dope. Letzteres vielleicht nicht von Anfang an, doch lange hatte es nicht gedauert, bis ich begriff, dass es Mittel waren, über die man besser nicht sprach.“

Trotz seines Eingeständnisses, gedopt zu haben, beschloss das IOC, dass Schenk seine Olympiamedaille behalten darf, da die Verjährungsfrist verstrichen sei.

## Leben

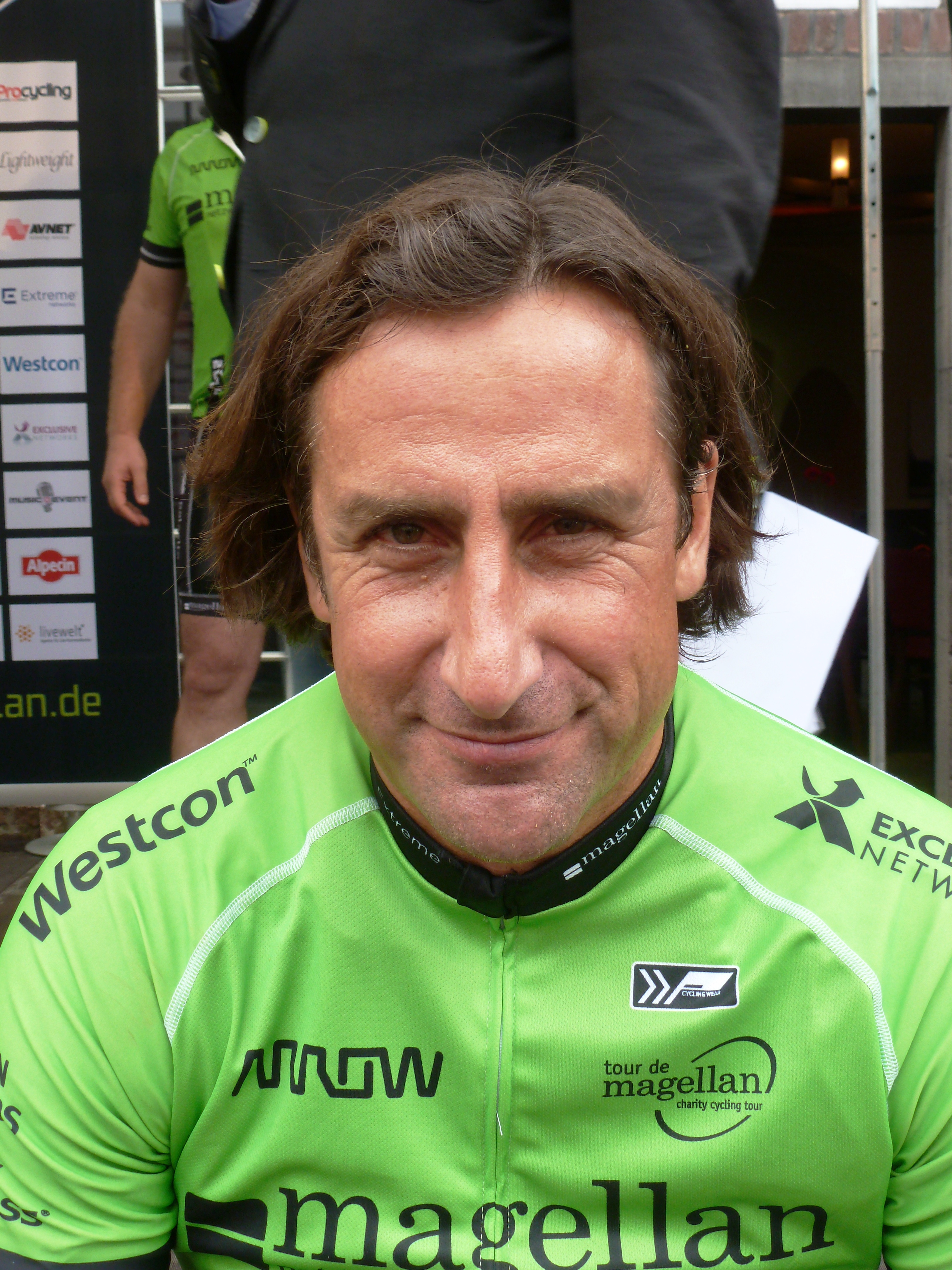
Schenk im Jahr 2014

Während seiner Sportlerkarriere hatte Christian Schenk ein Medizinstudium begonnen und wechselte später zur Publizistik an die Universität Mainz. Nach einer dreijährigen Tätigkeit beim ZDF-Sport gründete er 1996 seine Agentur für Sport- und Gesundheitsmarketing sowie Incentives in Berlin. Am 1. November 2016 erweiterte der Unternehmer sein Arbeitsgebiet und wurde Geschäftsführer der CS&P GmbH in Berlin.
Schenk initiierte und leitete u. a. das Sporthilfe Elite-Forum auf Schloss und Gut Liebenberg. 2010 konzipierte er das erste Berufs- und Studienorientierungsprogramm Erkenne Deine Stärken für Schülerinnen und Schüler sowie Azubis. Das Programm wird u. a. von der IHK Berlin und dem Berliner Senat für Bildung gefördert.
Im Jahr 2009 erkrankte Christian Schenk an einer bipolaren Störung, auch über diese berichtet er in der o. a. Autobiografie. Er schließt nicht aus, dass die Erkrankung Folge des zu DDR-Zeiten verabreichten Steroid-Dopings ist.
Er engagiert sich im Verein Sportler für Organspende/Kinderhilfe Organtransplantation.
Christian Schenk ist seit 2012 offizieller Botschafter der SOS-Kinderdörfer. Er nahm 2011 zugunsten von SOS am „B2Run“ und „Kinder laufen für Kinder“ teil. 2012 organisierte er mit den Kindern im SOS-Ferienlager in Caldonazzo eine SOS-Olympiade. Er unterstützt die SOS-Kinderdörfer weltweit in Presse und TV. Schenk war von Ende 2020 bis Ende 2021 Landestrainer der Para Leichtathletik für Mecklenburg-Vorpommern (VBRS) und seit November 2022 Spezialist für Teilhabe bei der Mandarin Care GmbH in Warnemünde. Er ist Vorsitzender von all inKlusiv Rostock aiR, einer Allianz für Inklusion. Das interdisziplinäre Festival aiR führt er seit 2022 jährlich in Rostock durch. Dieses soll das Bewusstsein für Inklusion schärfen und Barrieren abbauen.
2024 hat Christian Schenk mit dem Verein all inklusiv Rostock e. V. die inklusive Generationenkonzept Initiative „KulturistenHoch2“ aus Hamburg.
Als Beirat von „Arbeitsleben inklusiv GmbH“ unterstützt Christian Schenk die Vermittlung des Sigels „Gern inklusiv“.
Christian Schenk ist geschieden, hat zwei Söhne und lebt in Rostock. Einer seiner Söhne ist der ehemalige Fußballspieler und heutiger Torwart-Trainer der Drittliga-Mannschaft des VfB Lübeck Arvid Schenk (* 1989).